# TAXI (曲)
「TAXI」（タクシー）は、1987年11月21日に発売された、鈴木聖美 with Rats&Starの3枚目のシングル。

## 解説
アルバム『WOMAN』からの2枚目のリカットシングル。鈴木聖美がメインボーカルを、ラッツ&スターがバックコーラスをつとめている。現在でもカラオケの定番となっている。2003年、エピックレコードジャパンの25周年記念コンサート『LIVE EPIC 25』で10数年振りに歌われた。

## 収録曲
| 全作詞: 岡田ふみ子。 |                     |            |          |                    |      |
| #                    | タイトル            | 作詞       | 作曲     | 編曲               | 時間 |
| 1.                   | 「TAXI」            | 岡田ふみ子 | 井上大輔 | 村松邦男・鈴木雅之 | 4:09 |
| 2.                   | 「Jail House 天国」 | 岡田ふみ子 | 伊藤銀次 | 伊藤銀次・鈴木雅之 | 4:35 |

]